# Seututie 100
Pour les articles homonymes, voir Route 100.
Le Seututie 100 ou Hakamäentie ou Kehä 0 est une route régionale à Helsinki en Finlande.

## Description
La route Hakamäentie mène de Käpylä et par le nord Pasila jusqu'à Haaga.
À l'est, elle est prolongée par la route Koskelantie qui mène à Vanhakaupunki et à la Lahdenväylä. 
À l'extrémité ouest de Hakamäentie se trouve un tunnel, et un échangeur menant à la route seututie 120, qui se termine à Mannerheimintie au nord d'Helsinki, où se trouvent la Hämeenlinnanväylä au nord et la seututie 120 à l'ouest.
Le long de la Hakamäentie, Il y a un des ponts qui enjambent la  voie ferroviaire principale, la voie ferrée côtière et la voie menant au dépôt de service d'Ilmala. 
La route traverse également la vallée du parc central d'Helsinki.
Hakamäentie longe aussi la Hartwall Arena et la gare d'Ilmala.